# Gárjjeljävrre
Gárjjeljävrre är en sjö i Arjeplogs kommun i Lappland och ingår i Skellefteälvens huvudavrinningsområde. Sjön har en area på 0,696 kvadratkilometer och ligger 979,1 meter över havet. Vid provfiske har röding fångats i sjön.